# Constitución de Honduras de 1894
La Constitución de Honduras de 1894 fue la sexta constitución vigente del país, promulgada el 14 de octubre de 1894 en la capital Tegucigalpa. Entró en vigencia el 1 de enero de 1895.
En ella se prohíbe nuevamente la reelección presidencial que había sido legalizada en la anterior constitución. Trae conceptos nuevos como el derecho a poseer armas, el allanamiento y el secreto de la correspondencia. Los magistrados de la Corte pasan a ser elegidos popularmente.
La constitución fue abolida el 1 de enero de 1906 durante el mandato dictatorial de Manuel Bonilla, siendo reemplazada por una nueva. Tras ser derrocado y puesto el mandato presidencial en Miguel R. Dávila, se convocó a una Asamblea Nacional Constituyente que se reunió en Tegucigalpa el 1 de enero de 1908, la cual restituyó la constitución de 1894, el 8 de febrero de 1908.
Además de los diputados de la Asamblea Constituyente, la constitución fue firmada por Policarpo Bonilla, presidente de la República, Juan A. Arias, secretario de Gobernación, Manuel Bonilla, secretario de Guerra, Miguel R. Davila, secretario de Hacienda y Crédito Público, y Cesar Bonilla, secretario de Relaciones Exteriores, Fomento, Justicia e Instrucción Pública.

## Asamblea Constituyente
En febrero de 1894, el liberal Policarpo Bonilla toma el poder del país por la fuerza de las armas, derrocando a Domingo Vásquez Toruño. El 26 de abril del mismo año Bonilla emite un decreto convocando a elecciones el 3, 4 y 5 de junio, para una integrar una Asamblea Nacional Constituyente que se reuniría en Tegucigalpa del 1 al 10 de julio.
La misma inició funciones el 11 de julio. En ella tres diputados abogaron por primera vez en la historia legislativa de Honduras por el derecho al sufragio femenino.
Estuvo integrada por:
| 1. Manuel Gamero               | Presidente, diputado por Valle           |
| 2. Joaquín Sansón              | Vicepresidente, diputado por Valle       |
| 3. Rosendo Agüero              | Diputado por Valle                       |
| 4. Santos Soto                 | Diputado por Tegucigalpa                 |
| 5. César Lagos                 | Diputado por Yoro                        |
| 6. Mariano Vásquez             | Diputado por Copán                       |
| 7. Teodoro Fúnez               | Diputado por Intibucá                    |
| 8. Gonzalo Mejía Nolasco       | Diputado por Santa Bárbara               |
| 9. Pedro H. Bonilla            | Diputado por Comayagua                   |
| 10. Rosendo Gómez              | Diputado por Santa Bárbara               |
| 11. Ramón M. Nolasco           | Diputado por Intibucá                    |
| 12. Nicolás Ochoa Velásquez    | Diputado por La Paz                      |
| 13. Julián Baires              | Diputado por Comayagua                   |
| 14. Miguel A. Ruiz             | Diputado por La Paz                      |
| 15. Marcos Figueroa            | Diputado por Gracias                     |
| 16. Antonio S. Maradiaga       | Diputado por Cortés                      |
| 17. J. Tomás Idíaquez          | Diputado por El Paraíso                  |
| 18. Hipólito Moncada           | Diputado por Colón                       |
| 19. E. Constantino Fiallos     | Diputado por Colón                       |
| 20. J. Santos del Valle        | Diputado por Gracias                     |
| 21. Dionisio Gutiérrez         | Diputado por El Paraíso                  |
| 22. Carlos Bulnes              | Diputado por Colón                       |
| 23. Domingo Zambrano           | Diputado por Choluteca                   |
| 24. Julio César Durón          | Diputado por El Paraíso                  |
| 25. Francisco Leiva            | Diputado por Cortés                      |
| 26. Terencio Sierra            | Diputado por Tegucigalpa                 |
| 27. José María Ochoa Velásquez | Diputado por La Paz                      |
| 28. Antonio Midence            | Diputado por Choluteca                   |
| 29. R. Meza                    | Diputado por Comayagua                   |
| 30. Samuel Gómez E.            | Diputado por Yoro                        |
| 31. Jesús B. Guillén           | Diputado por Choluteca                   |
| 32. Perfecto Aldana            | Diputado por Copán                       |
| 33. L. Irías                   | Diputado por las Islas de la Bahía       |
| 34. Carlos Torres              | Diputado por Yoro                        |
| 35. Maximiliano Hernández      | Diputado por Gracias                     |
| 36. Francisco Argueta Vargas   | Diputado por Olancho                     |
| 37. Ángel Ugarte               | Diputado por Tegucigalpa                 |
| 38. F. Calix H.                | Diputado por Olancho                     |
| 39. Juan E. Paredes            | Secretario, diputado por Santa Bárbara   |
| 40. R. Maldonado               | Secretario, diputado por Intibucá.       |
| 41. Gregorio Reyes             | Vicesecretario, diputado por Olancho     |
| 42. Miguel Oquelí Bustillo     | Vicesecretario, diputado por Tegucigalpa |

## Contenido
La constitución consta de 168 artículos y está estructurada de la siguiente manera:
Preámbulo:
Nosotros, los representantes del pueblo hondureño, reunidos para dar Ley Fundamental de la Nación, decretamos y sancionamos la siguiente Constitución Política.
Título I. De la Nación
Título II. De los hondureños
Título III. De los extranjeros
Título IV. De los ciudadanos
Título V. De los derechos y garantías
Título VI. De la forma de gobierno
Título VII. Del Poder Legislativo
Título VIII. De las atribuciones del Poder Legislativo
Título IX. De la formación, sanción y promulgación de la ley
Título X. Del Poder Ejecutivo
Título XI. De los deberes y atribuciones del Poder Ejecutivo
Título XII. De los Secretarios de Estado
Título XIII. Del Poder Judicial
Título XIV. Del presupuesto
Título XV. Del Tesoro Público
Título XVI. Del Ejército
Título XVII. Del gobierno departamental
Título XVIII. Del gobierno municipal
Título XIX. De las responsabilidades de los empleados públicos
Título XX. De las leyes constitutivas
Título XXI. De las reformas a la constitución y leyes constitutivas
Estructura de gobierno
Al igual que la anterior constitución, esta comienza abogando por la reinstauración de la disuelta República de Centroamérica, pero añade que puede conformarse con uno o más Estados centroamericanos. El gobierno es nuevamente «republicano, democrático y representativo», y «se ejerce por tres Poderes independientes: Legislativo, Ejecutivo y Judicial» (art. 76). 
Poderes del Estado
El presidente, vicepresidente y designados debían ser hondureños naturales mayores de 25 años. El presidente era el jefe de las fuerzas terrestres y marítimas, además de cabeza de la Policía (art. 108). Podía «ponerse al frente del ejército», para lo cual designaba la presidencia a su sucesor legal y quedaba envestido «sólo del carácter de general en Jefe, y con las atribuciones de Comandante General» (art. 110). En caso de ausencia del presidente, lo reemplazaría el vicepresidente, y en ausencia de este, los designados (art. 106). Si el vicepresidente o los designados ejercían la presidencia constitucional durante 6 meses ya no podían aspirar a ser electos presidentes. El periodo continúa siendo de 4 años iniciando el 1 de febrero, pero ahora sin posibilidad de reelección o de ser elegido vicepresidente. También se añaden esta restricción a los parientes cercanos del presidente (art. 104). Podían nombrarse de 3 a 6 secretarios de Estado (art. 111). 
La Corte Suprema de Justicia se mantiene de 5 magistrados, pero ahora electos popularmente; y se eligen además 3 suplentes. Se establece que el Congreso puede iniciar sesiones con 2 tercios de sus miembros, y tiene facultades para «aprobar o improbar la conducta del Ejecutivo». Asimismo, el Congreso hace el escrutinio de votos para presidente, vicepresidente y magistrados de la Corte; escogiendo al presidente de entre los candidatos cuando ninguno de ellos alcanzara la mayoría absoluta (art. 90). Los diputados además gozan de prerrogativas (art. 87). Tanto los diputados como los magistrados podían reelegirse indefinidamente.
Ciudadanía
Eran ciudadanos «todos los hondureños mayores de veintiún años, y los mayores de dieciocho que sean casados o sepan leer y escribir.» Al igual que en la constitución anterior, la ciudadanía se perdía, entre otras cosas, por aceptar empleos de naciones extranjeras, no siendo consideradas extranjeras las naciones centroamericanas (art. 22). Eran hondureños «naturales» (por nacimiento) los centroamericanos que manifestaran su deseo de ser hondureños ante una autoridad departamental, mientras que los hispanoamericanos podían volverse hondureños «naturalizados» tras una residencia de un año, y de dos para el resto de extranjeros. Se reitera que los extranjeros gozan de los mismos derechos que los hondureños, pudiendo entrar y permanecer en el país sin pasaporte (art. 64), pero se añaden prohibiciones para este derecho y la figura de la extradición en caso de perjuicios al país (art. 12-17).
Garantías y prohibiciones
La constitución reconoce como derechos y garantías «la inviolabilidad de la vida humana, la seguridad individual, la libertad, la igualdad y la propiedad» (art. 26), la institución de habeas corpus y el derecho a la defensa y al debido proceso. La detención para inquirir no podía pasar los 6 días y un detenido no podía someterse a falta de comunicación por más de 24 horas (art. 31-32). También «se garantiza el libre ejercicio de todas las religiones» y la libertad de credo en el matrimonio (art. 54-55). Se reitera la educación laica y la prohibición de los ministros religiosos de ejercer cargos públicos. El estado de sitio no podía extenderse por más de 60 días y, a diferencia de la anterior constitución, señalaba 3 a artículos que no podían suspenderse. También podían dictarse disposiciones sanitarias con suspensión de garantías constitucionales en caso de epidemia (art. 74-75). Se prohíbe comerciar aguardiente, pólvora, salitre y tabaco (art. 59).
Novedades
Es hasta esta constitución cuando se establece el voto universal, directo y secreto —aunque solo para los hombres—, reiterando además que es irrenunciable y obligatorio (art. 35). Se reconoce por primera vez el derecho a poseer y portar armas (art. 21), pero se reitera la prohibición de reunirse con armas (art. 58). Queda abolida la pena de muerte (art. 27). Surgen por primera vez la figura del allanamiento y la secretividad de la correspondencia (art. 44-48). El allanamiento para aprehender a un reo o extraer objetos necesitaba una orden judicial, y no podía realizarse de 7 p. m. a 6 a. m. Se reduce el tiempo para ejercer como soldados del ejército activo, de 21 a 30 años, y de 30 a 40 como soldado de la reserva.
Reformas
Las reformas a la constitución debían ser aprobadas por 2 tercios del Congreso en sesión ordinaria, y luego instalarse una Asamblea Constituyente que las verificase. La Asamblea Constituyente sería electa igual que el Congreso y tendría el mismo número de representantes, con las mismas inmunidades. «En ningún caso» se podían reformar los artículos constitucionales que prohibían la reelección del presidente o de su sucesor, ni los que establecían la duración del periodo presidencial si sus efectos se producían en el periodo en curso o en el siguiente (art. 163-165). Las leyes solo podían tener efecto retroactivo en materia penal y cuando la nueva ley fuera favorable a un delincuente (art. 50).